# كأس مصر 2004–05
كأس مصر 2004–05 هي النسخة الرابعة والسبعين من البطولة وكان البطل فريق إنبي ، وحصل على مركز الوصيف فريق الإتحاد السكندري.
وقد أحرز هدف الفوز لإنبي اللاعب مجدي عبد العاطي.

## الأدوار النهائية

### نصف النهائي 18 يونيو
انبى - الأهلى (1/2)
هانى عبدالله / عبدالاله جلال
جيليرسون

## النهائي
| 20 مايو 2005 | إنبي            | 1–0 (ب.و.إ.) | الإتحاد السكندري |  |
|              | عبد العاطي 108' | (تقرير)      |                  |  |